# Per-Arne Qvarsebo
Per-Arne Edgar Qvarsebo, född 9 december 1921 i Stockholm, död på samma ort 17 december 1987 i S:t Görans församling, var en svensk balettmästare, balettdansare och koreograf. 
Qvarsebo studerade balett i Paris och var en tid verksam i Leipzig. Under andra världskriget var han verksam i Sverige hos bland annat Birgit Cullberg och Ivo Cramér.
Qvarsebo verkade under 15 år vid balettakademin i Bogotá i Colombia. Han är far till målaren Michael Qvarsebo, konstnären Thomas Qvarsebo och dansaren Vibeke Qvarsebo, bror till Ulf Qvarsebo och brorson till Elof Ahrle.
Per-Arne Qvarsebo är begravd på Skogskyrkogården i Stockholm.

## Filmografi
- 1945 – Pettersson & Bendels nya affärer - Calle
- 1949 – Sjösalavår - Calle Lång
- 1949 – Post på hjul - dansaren

## Teater

### Roller
| År   | Roll | Produktion                                     | Regi       | Teater                           |
| ---- | ---- | ---------------------------------------------- | ---------- | -------------------------------- |
| 1952 |      | Lorden från gränden L Arthur Rose och Noel Gay | Nils Poppe | Norrköping-Linköping stadsteater |